# Continuity Irish Republican Army
Die Continuity Irish Republican Army (dt.: ‚Fortbestehende irisch-republikanische Armee‘; irisch: offiziell Óglaigh na hÉireann, inoffiziell An tIRA Leanúnach) (CIRA; auch bekannt als Contos) ist eine irisch-republikanische paramilitärische Organisation, die 1986 aus einer Spaltung in der Provisional IRA entstand. Ihre Anhänger sehen sie als die nationale Armee einer 32 Grafschaften umfassenden Irischen Republik an. Sie ist eine illegale Organisation in der Republik Irland und wird im Vereinigten Königreich, in der EU und den Vereinigten Staaten als terroristische Vereinigung geführt. Sie verfolgt wie die IRA das Ziel, Irland als sozialistische Republik wiederzuvereinigen.
Wie alle anderen Organisationen, die sich selbst als die IRA bezeichnen, weisen sich die Continuities in öffentlichen Bekanntmachungen und intern als Óglaigh na hÉireann („Freiwillige Irlands“) aus, diesen irischen Titel tragen jedoch auch die Irish Defence Forces (die irische Armee).

## Ursprung

### IRA General Army Convention 1986
Die CIRA hat ihren Ursprung in einer Spaltung der Provisional IRA. Im September 1986 hielt die Provisional IRA ein Treffen ihrer General Army Convention (GAC) ab. Dieses Gremium ist die oberste Autorität der Organisation. Es war die erste GAC in 16 Jahren. Die Versammlung, die wie all solche Treffen geheim war, wurde einberufen, um über eine Reihe von Resolutionen zu diskutieren. Es ging vor allem um die Provisional-IRA-Statuten, die sich mit dem Abstentionismus beschäftigten, also mit dem Verzicht gewonnene Sitze im Dáil Éireann einzunehmen. Die GAC billigte Schritte (mit der notwendigen 2/3 Mehrheit), die Mitgliedern der Provisional IRA erlaubte, über das Einnehmen von parlamentarischen Sitzen sowie über die Abschaffung des Verbotes zu debattieren, das Mitgliedern der Organisation untersagt irgendeinen erfolgreichen republikanischen Kandidaten zu unterstützen, der seinen Sitz im Dáil Éireann einnimmt.
Die Delegierten der GAC, die gegen eine Veränderung der Statuten waren, behaupteten, dass die Versammlung „durch die Schaffung von neuen IRA Organisationsstrukturen für das Treffen, wie z. B. die Zusammenlegung von Sligo-Roscommon-Longford und Wicklow-Wexford-Waterford“ manipuliert worden sei. Das einzige IRA-Gremium, das dieser Sichtweise zustimmte, war die scheidende IRA Executive. Die Mitglieder der Executive, die gegen eine Veränderung waren, schlossen sich zusammen.  Sie trafen sich ohne die Befürworter einer Änderung und gründeten eine neue Executive. Sie kontaktierten Tom Maguire, der 1969 die Provisionals legitimierte, und baten ihn um seine Unterstützung. Maguire wurde auch von Anhängern Gerry Adams’ aufgesucht, des damaligen Präsidenten von Sinn Féin, der die treibende Kraft eines Paradigmenwechsels innerhalb der Provisional IRA war.  Maguire wies jedoch die Anhänger von Adams zurück, da er die Mitglieder der IRA Executive unterstützte, die gegen die Änderung waren. Er ernannte sie zum Continuity Army Council. In einer Erklärung aus dem Jahr 1986 hat er die Legitimität des Armeerates der IRA wegen der Unterstützung von Sinn Féin abgelehnt, da diese die Teilung Irlands anerkenne, wenn sie ins Leinster House einzieht. 1987 bezeichnete Maguire die „Continuity Executive“ als die „rechtmäßige Exekutive der Irish Republican Army“.

### Anspruch auf Legitimität
So wie die Provisional IRA nach ihrer Abspaltung von der Official IRA im Jahr 1969, behauptet die Continuity IRA, dass sie die legitime Fortsetzung der Irisch-Republikanischen Armee oder Óglaigh na hÉireann sei. Dieser Anspruch beruht auf der Ansicht, dass die damals noch lebenden Anti-Vertrags-Mitglieder des Zweiten Dáil ihre Autorität im Jahr 1938 an den IRA-Armeerat delegierten. Als weitere Begründung gilt, dass Tom Maguire, eines der Anti-Vertrags-Mitglieder des Zweiten Dáil, in einer Erklärung die Continuity IRA legitimierte, genau so wie er es 1969 bei den Provisionals machte. J. Bowyer Bell beschreibt in seinem Buch The Irish Troubles Maguires Position im Jahr 1986 wie folgt: „Abstentionismus war und ist ein Grundsatz des Republikanismus, eine moralische Frage von Prinzipien. Abstentionismus gab der Bewegung Legitimität, das Recht Krieg für eine Republik zu führen...“. Maguire erklärte demnach die Bewegung unter Führung Adams’ nach klassisch-republikanischer Lesart zu einer illegalen Gruppe. Deshalb versuchte Adams, Maguire für sich zu gewinnen, jedoch wurde er abgewiesen.

### Verhältnis zu anderen Organisationen
Diese Veränderungen innerhalb des militärischen Flügels der republikanischen Bewegung wurden von Veränderungen innerhalb des politischen Flügels begleitet. 1986 wurde auf dem Sinn Féin Ard Fheis (Parteitag), der der IRA Convention folgte, die Parteiklausel des Abstentionismus, die Sinn Féin verbot gewonnene Sitze im Oireachtas, dem Parlament der Republik Irland einzunehmen, ebenfalls aufgehoben. Am 2. November stimmten die 628 Delegierten mit 429 zu 161 dafür. Die Traditionalisten, die nun auf beiden Versammlungen verloren haben, verließen den Saal im Mansion House und gründeten im West County Hotel im Norden Dublins eine eigene Partei, Republican Sinn Féin (RSF).
Laut einem Bericht im Cork Examiner wurde Dáithí Ó Conaill der erste Stabschef der Continuity IRA, sowie auch erster Vorsitzender der RSF 1986 bis 1987. Die Continuity IRA und RSF bilden nach ihrer eigenen Sicht eine „wahre“ republikanische Bewegung.
Vermutungen über eine Verbindung bzw. Zusammenarbeit der Partei Republican Sinn Féin und der Continuity IRA werden von Seiten der Partei jedoch immer wieder zurückgewiesen. Erst im März 2009 erklärte der Sprecher von RSF, Richard Walsh aus Derry, Republican Sinn Féin habe keinen militärischen Flügel, noch sei die Partei der politische Flügel irgendeiner anderen Organisation.

## Struktur und Status
Es wird vermutet, dass sich die Führung der Continuity IRA in den Gegenden von Munster und Ulster befindet. Der Stabschef sowie eine Reihe anderer wichtiger Mitglieder sollen Männer aus Limerick sein. Er soll seit 1991 nach dem Tod von Dáithí Ó Conaill in dieser Position sein. Nach Schätzungen der US-Regierung aus dem Jahr 2004 besteht der harte Kern der CIRA aus weniger als 50 Aktivisten. Im Jahr 2005 sagte der damalige irische Justizminister Michael McDowell dem Dáil Éireann, dass die Organisation maximal 150 Mitglieder hat.
Die CIRA ist auf Grund des Gebrauches von 'IRA' im Gruppenname eine illegale Organisation unter britischem (§ 11(1) des Terrorism Act von 2000) und irischem Recht. Das Gleiche gilt für die Real Irish Republican Army (RIRA). Die Mitgliedschaft in der Organisation kann unter britischem Recht mit zehn Jahren Gefängnis bestraft werden. Am 13. Juli 2004 nahmen die USA die CIRA in die Liste ausländischer Terror-Gruppen auf. Dies macht es für Amerikaner illegal die CIRA materiell zu unterstützen. Dazu gehört auch, dass die US-Behörden Konten der Gruppe einfrieren können und angeblichen Mitgliedern der CIRA Visa für die USA verweigern. Auch die EU stuft die Gruppe als terroristisch ein.

## Fremde Hilfe und Bewaffnung
Die US-Regierung vermutet, dass die Continuity IRA Gelder und Waffen von Unterstützern aus den Vereinigten Staaten erhalten hat. Sicherheitsquellen in der Republik Irland haben den Verdacht geäußert, dass in Zusammenarbeit mit der RIRA die Continuity IRA Waffen und Material aus dem Balkan erworben haben könnte. Sie vermuten auch, dass das Arsenal der Continuity IRA einige Waffen enthält, die aus Waffenlagern der Provisional IRA stammen. Darunter fallen ein paar Dutzend Gewehre, Maschinengewehre, Pistolen, eine kleine Menge des Sprengstoffes Semtex und ein paar Dutzend Zünder.

## Aktivität
Lange Zeit blieb die Existenz der Continuity IRA geheim. Sie gab weder Pressemitteilungen heraus, noch führte sie paramilitärische Aktionen durch. Trotzdem hatte die Garda Síochána Vermutungen, dass die Organisation existiert, doch waren sie unsicher wie sie heißt. Deshalb nannte man sie einfach die „Irish National Republican Army“.  Am 21. Januar 1994, dem 75. Jahrestag des ersten Dáil Éireann, führten Freiwillige der Continuity IRA einen „letzten Salut“ für Tom Maguire aus. Sie feuerten über sein Grab und die CIRA veröffentlichte eine offizielle Mitteilung mit einem Foto in der Zeitung Saoirse.
Die Continuity IRA wurde, kurz nachdem die Provisional IRA 1994 einen Waffenstillstand erklärte, aktiv, indem sie ihre Absicht ankündigte die Kampagne gegen die „britische Herrschaft“ fortzusetzen. Die CIRA war gegen das Karfreitagsabkommen, und anders als die Provisional IRA (und die Real IRA 1998–2000) hat die CIRA bis heute keinen Waffenstillstand verkündet oder ihre Zustimmung für eine Entwaffnung gegeben – es gibt auch keine Hinweise, dass sie dies in nächster Zukunft tun wird. In einer zu Ostern 2012 veröffentlichten Stellungnahme der CIRA-Gefangenen heißt es, die Mitglieder der Organisation „werden sich als wahre Republikaner nicht vom Kampf abwenden“.

## Interne Spannungen

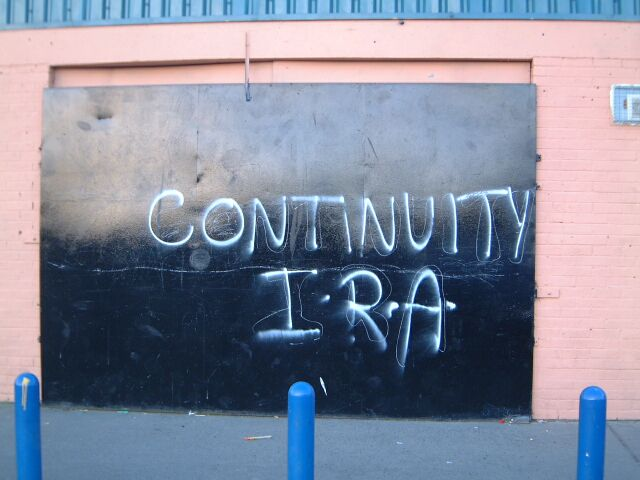
CIRA Graffiti

2005 verließen mehrere Mitglieder die Continuity IRA,  um die Haftstrafen für paramilitärische Aktivitäten im Portlaoise Prison abzusitzen. Einige ließen sich in den Gefängnistrakt der Irish National Liberation Army verlegen, doch die Mehrzahl von denen, die austraten, sind jetzt unabhängig und im E4-Trakt. Die verbleibenden Continuity-IRA-Gefangenen haben sich in den E3-Trakt verlegen lassen, der eigentlich der Trakt der Real-IRA-Gefangenen ist. Anhänger der Führung der Continuity IRA behaupten, dass dies aus einer internen Meinungsverschiedenheit resultierte, die, obwohl sie beigelegt wurde, zu einigen Austritten aus der Organisation geführt hat. Unterstützer der  abtrünnigen Mitglieder gründeten die Concerned Group for Republican Prisoners, um ihnen zu helfen.
Im Februar 2006 behauptete die Independent Monitoring Commission in einem Report über paramilitärische Aktivitäten, dass zwei Gruppen, die sich als Saoirse na hÉireann und Óglaigh na hÉireann bezeichnen, nach einer Spaltung in der Continuity IRA ins Leben gerufen wurden.

## Anschläge und andere Vorfälle
Die CIRA ist mit Bombenanschlägen und Schießereien in Erscheinung getreten. Diese richteten sich unter anderem gegen das britische Militär und die Polizei (Police Service of Northern Ireland; PSNI) sowie gegen paramilitärische Gruppen nordirischer Loyalisten. Es wird vermutet, dass die CIRA seit 2005 in der Lage ist, einen Anschlag in England zu verüben. Eine Bombe, die im Dezember 2005 in Dublin entschärft wurde, wird der CIRA zur Last gelegt. Im Februar 2006 beschuldigte die Independent Monitoring Commission (IMC) die CIRA, dass sie während des letzten Quartals des Jahres 2005 vier Bomben in Nordirland gelegt hat, sowie mehrere falsche Bombenwarnungen durchführte. Die IMC verurteilte die CIRA auch für die Morde an zwei ehemaligen CIRA-Mitgliedern in Belfast, die eine rivalisierende Gruppe gegründet hatten. Die Continuity IRA übernahm die Verantwortung für einen Bombenanschlag im Juni 2008, bei dem zwei Polizisten der PSNI verletzt wurden.
Am 29. Januar 2008 berichtete die Irish News von einem Salut der CIRA am Grab des Republikaners Dan Keating, um seinen 106. Geburtstag zu begehen. Des Weiteren wurde eine Stellungnahme zitiert, in der die CIRA schwört, den bewaffneten Kampf gegen die britische Armee fortsetzen zu wollen. Die West-Belfaster Zeitung Andersonstown News titelte am 25. November 2008 auf der Titelseite: Wir haben Drogenversteck ausgehoben, erklärt CIRA. Neben einem Bild eines bewaffneten CIRA-Mitglieds schrieb die Zeitung, die CIRA hätte erklärt eine Drogenfabrik in West-Belfast am 15. November geschlossen zu haben, bevor die Polizei eintraf und dasselbe behauptete. Eine Erklärung der Belfast Brigade der CIRA wurde zitiert, in der die Organisation schrieb, dass die Schließung des Drogenverstecks erst der Anfang sei und in Zukunft verstärkt gegen Drogendealer in dem Gebiet vorgegangen werden soll.
Der Oberbefehlshaber der CIRA-Gefangenen in Maghaberry veröffentlichte am 29. Januar 2009 eine Stellungnahme, in der er aufforderte „jene, die sich selbst als Republikaner bezeichnen und gleichzeitig in kriminellen Aktionen, wie „tiger kidnapping“ einzig zum Ziel [individueller] finanzieller Bereicherung, verstrickt sind“ sollen den republikanischen Flügel des Gefängnisses verlassen. Der betroffene Gefangene, Sean Hughes, wurde daraufhin verlegt.
Am 10. März 2009 bekannte sich die Organisation zum tödlichen Anschlag auf einen Beamten des Police Service of Northern Ireland. Mit diesem Attentat kam zum ersten Mal seit ihrer Reformierung ein Mitglied der nordirischen Polizei gewaltsam ums Leben.
Nach den Anschlägen im März kam es zu verstärkten Aktivitäten bewaffneter republikanischer Organisationen, die das Karfreitagsabkommen ablehnen. Die Irish News veröffentlichte am 28. Juli 2009 einen Artikel, in dem sie schrieb, dass es allein im März 2009 insgesamt 79 Bombendrohungen gegeben habe. Dazu zählt auch die angeblich Schaffung sog. No-go-Areas im County Fermanagh. Im Internet erschien ein Video und ein Bild eines bewaffneten und maskierten Mitgliedes der Continuity IRA bei einer Patrouille durch die nordirische Stadt Armagh City am 13. Juli 2009.
Am Karfreitag 2014 (18. April) wurde auf einem Industriegelände im Westen von Belfast ein früheres Führungsmitglied der CIRA ermordet. Gegen den 44-Jährigen soll es Todesdrohungen aus den eigenen Reihen gegeben haben.